# Sergio Lira
Sergio Lira Gallardo (ur. 24 sierpnia 1957 w Tamiahui) – meksykański piłkarz występujący na pozycji napastnika. Dwukrotny król strzelców ligi meksykańskiej i reprezentant Meksyku.

## Kariera klubowa
Lira jest wychowankiem Tampico-Madero FC, w którym zadebiutował 24 września 1978 w spotkaniu z Toros Neza (0:0). Po trzech latach został piłkarzem Atlante. Tam rozegrał nieudany sezon, w sumie wystąpił w 18 spotkaniach i zdobył jedynie 2 gole. W roku 1982 sięgnęło po niego Oaxtepec, w którym Lira pokazał się kibicom jako bramkostrzelny napastnik. W wieku 27 lat powrócił do Tampico. Dzięki niemu drużyna ta stała się jedną z najsilniejszych w całym Meksyku, a Sergio został jedną z jej gwiazd i wyrósł na czołowego strzelca ligi. U schyłku kariery zanotował jeszcze występy w Tigres i Puebli, gdzie w 1996 roku zakończył karierę.

## Kariera reprezentacyjna
Sergio Lira zadebiutował w reprezentacji Meksyku 8 lutego 1979 w meczu towarzyskim z ZSRR, a pierwszego gola w kadrze zdobył w 1981 roku przeciwko Korei Południowej. Ostatnie spotkanie w "El Tri" rozegrał w 1990 roku w meczu ze Stanami Zjednoczonymi. Ogółem w reprezentacji zdobył 4 bramki w 11 spotkaniach.